# Две школе под једним кровом
Две школе под једним кровом је термин за школе у Босни и Херцеговини заснован на етничкој сегрегацији деце под изговором да говоре различите језике.  Деца из реда два народа, Бошњака и Хрвата, похађају наставу у истој згради, али су међусобно физички одвојени и имају посебне наставне планове и програме. Деца из једне етничке групе улазе у школу на једна врата, а деца из друге етничке групе на друга. У Федерацији Босне и Херцеговине је 2010. године на овај начин радило 57 школа. Део ђака годинама протестују против сегрегације, упозоравајући да она повећава међуетничку мржњу. До 2018. године било је 56 таквих школа. Овај феномен етничког раздвајања приписује се хрватско-бошњачком рату (1992–1994) и стварању Херцег-Босне на територији Босне и Херцеговине. Хрватска наставља финансирање система засебних јавних школа по хрватском наставном плану и програму у БиХ.

## Историјат
Упркос успостављању Федерације Босне и Херцеговине, у оквиру образовног система је довео до тога да је преко 50 школа подељено по етничким линијама, првенствено у централној Босни и Херцеговини.
OSCE је истакла Средњобосански кантон и Херцеговачко-неретвански кантон као подручја у којима локалне власти и даље изразито нерадо спајају школе. Високи представник за Босну и Херцеговину (ОХР), тело за провођење мировних споразума у Босни и Херцеговини, уложило је одређене напоре да уједначи образовни систем у сродним областима, али без успеха. Неки Хрвати се противе уједињењу школа тврдећи да би изгубили свој етнички идентитет у школама у мешовитим срединама. Неки Бошњаци подржавају уједињење тврдећи да би тренутни систем могао изазвати мржњу међу етничким групама што би могло уништити Босну и Херцеговину. Веће за имплементацију мира (PIC) је 12. јуна 2003. године позвало Федерално министарство образовања да проведе уједињење 'двије школе под једним кровом' пре наредне школске године. Закон о основном и средњем образовању из 2003. године требао је деловати као административни и правни ујединилац школа, што је било тешко имплементирати у сложеном образовном систему БиХ. Хрватска демократска заједница (ХДЗ), главна хрватска странка, зауставила је спровођење закона о уједињењу у кантонима на које су имали значајан утицај, посебно у Средњобосанском кантону. Као резултат тога, високи представник Педи Ешдаун изрекао је казну од 20.000 евра (21.980 долара) странци Хрватска демократска заједница. Педи Ешдаун је 8. јула 2005. године сменио Николу Ловриновића са места министра образовања Средњобосанског кантона због пропуста у примени закона који су осмишљени да интегришу школе.
Смена министра из реда ХДЗ-а у Средњобосанском кантону 2005. године од стране ОХР-а није резултирала напретком у домену укидања сегрегације у школама. Грета Куна заменила је Ловриновића и наставила је опструкцију коју подржава Хрватска демократска заједница. Она је 2007. о питању проблема две школе под једним кровом изјавила да пројети неће бити заустављени јер се не могу мешати јабуке и крушке.
Парламент Федерације Босне и Херцеговине усвојио је 16. фебруара 2010. године резолуцију о оснивању мултиетничких школских одјељења у 57 школа у јужном и централном дијелу Босне и Херцеговине.